# Панцергренадири
Панцергренадири (превод: тенковска пешадија; скраћено: PzGren или Pzg) је немачки назив за моторизовану или механизовану пешадију. Први пут су коришћени у Другом светском рату. Панцергренадири се налазе у саставу војски Чилеа, Аустрије, Немачке и Швајцарске.

## Панцергренадирске јединице у Другом светском рату
Израз панцергренадири се користио кад се мислило на пешадијски део Панцер дивизија, као и на нове дивизије које су се звале Панцергренадирске дивизије. Највећи број ових дивизија је напредовао до статуса панцергренадирских тако што су најпре биле класичне пешадијске, а затим дивизије механизоване пешадије. Задржавале су своје бројне ознаке током напредовања. Вафен-СС је на исти начин правио панцергренадирске дивизије, а у последњим годинама рата их је правио од нуле.
Панцергренадирске дивизије су биле организоване као формације комбинованог наоружања, које су се углавном састојале од 6 пешадијских батаљона, који су били подељени у 2 или 3 регименте, и транспортовани су камионима, 1 тенковског батаљона, и једне класичне дивизије у коју су спадале извиђачке јединице, артиљерија, противваздухопловна одбрана, противтенковска оруђа, ратни инжењери као и друге додатне јединице.
На папиру, Панцергренадирска дивизија је имала један тенковски батаљон мање, али два пешадијска више од Панцер дивизије, што ју је чинило блиском по снази елитној Панцер дивизији, нарочито у елементима одбране.

## Панцергренадирске јединице после Другог светског рата
У немачкој војсци се тренутно налази 11 батаљона, који имају улогу механизоване пешадије, са наменом пружања подршке оклопним транспортерима и тенковима. Данашњи панцергренадири су наоружани пушкама Г36, противтенковским оружјем Панцерфауст 3 и митраљезима МГ3. Основно борбено возило пешадије које користе панцергренадири је Мардер, али је у плану набавка нових немачких борбених возила Пума.
У Војсци Аустрије постоје два батаљона панцергренадира, који користе борбена возила АСКОД.
Војска Швајцарске је 2000. године купила 186 борбених возила КВ 90 за потребе својих панцергренадира.